# Булгаринские татары
Булгари́нские тата́ры или татары-булгаринцы (тат. татарлар, болгар татарлары) — субэтнос татар, одна из этнических групп Астраханского региона. Место компактного проживания булгаринских татар — село Ново-Булгары (тат. Яңа Болгар) Икрянинского района Астраханской области, отдельные представители субэтноса живут в Бахтемире, Астрахани, Москве.

## История
Булгаринцы — этническая группа татар, проживающая в селе Ново-Булгары Икрянинского района Астраханской области.
Село Ново-Булгары было основано в 1918 году бежавшими от голода казанскими татарами и татарами-мишарями из территории современного Татарстана и прилегающих к нему регионов. Немного позднее в него переехало некоторое количество астраханских татарских семей из сёл Наримановского района. Неоднородный состав (казанские татары, татары-мишари, астраханские татары и др.) и некоторые отличия в культуре и образе жизни (переход к поливному земледелию, характерному для юртовцев, калмыцкие мелодии и танцы) и языке (переплетение черт разных татарских диалектных ареалов и заимствования из языков других народов Астраханской области) позволяют считать их самостоятельным субэтносом в составе татарского народа.

## Язык
Язык булгаринских татар относится к волгоградскому говору мишарского диалекта татарского языка, хотя он ближе к собственно казанскому диалекту татарского в фонетике булгаринского идиома прослеживаются мишарские черты.
Несмотря на близость к литературному татарскому языку, булгаринский говор имеет особенности, также объясняемые смешанным происхождением первых татар-булгаринцев, их языковыми контактами на Нижней Волге. Основная часть булгаринцев — потомки средневолжских татар и в Ново-Булгарах оказались казанские, пензенские, симбирские татары, носители разных казанских и мишарских говоров татарского языка.
Юртовсо-татарский язык — географически ближайший сосед булгаринского идиома среди тюркских языков.

## Фольклор
Традиционные формульные напевы: Урам көе, Авылкөе,Балквас көе/местное название Шахтер көе/  Баламишкин көе.